# Khady Diallo (animatrice)
Pour la productrice de télévision, voir Khady Diallo.
Pour les articles homonymes, voir Diallo.
Khady Diallo est une journaliste, présentatrice de télévision et comédienne française née le 25 juin 1985 à Sarcelles (Val d'Oise).
Elle apparaît pour la première fois à l’antenne, en 2014,  sur IDF1 où elle présente en direct les émissions IDF1&Vous et ID Voyance.
Après cette expérience, elle confirme son envie de faire de l’antenne et choisit de s’orienter vers le divertissement.
En 2020, elle rejoint LCI, la chaîne info du groupe TF1 où elle anime la rubrique «Quoi de neuf» dans La Matinale aux côtés de Pascale de la tour du Pin.
En 2021, elle est recrutée sur TV5 Monde comme rédactrice et animatrice de sa propre rubrique « Afrikhady » dans laquelle  elle met en avant les initiatives positives qui se déroulent sur le continent africain.

## Biographie
Elle s’initie au journalisme et au métier d’animateur de télévision en 2009 après avoir suivi la formation d’animateur de télévision à l'Académie audiovisuelle de Paris.

## Carrière

### Débuts à la télévision sur les chaînes locales IDF1 et TV Tours
Sur IDF1, elle réalise sa première expérience d’animatrice de télévision. Elle présente en direct du lundi au vendredi IDF1 &Vous , une émission consacrée à l’actualité des franciliens. Sur le plateau, elle accueille des porteurs de projets, des associations, mais aussi des artistes qui viennent mettre en lumière leurs actions.[réf. souhaitée]
Elle réalise alors ses premières interviews. Dans ce même programme, une partie call Tv est proposée. En direct, elle accueille au téléphone les téléspectateurs qui jouent pour résoudre des énigmes et tenter de gagner des lots ( places de spectacles, livres etc…).[réf. souhaitée]
Elle anime aussi ID voyance, un autre call Tv en direct, au cours duquel des téléspectateurs ont la possibilité, durant une heure, de joindre un voyant afin d’obtenir une consultation en direct. Elle est chargée d’accueillir la question du téléspectateur et de cadrer l'échange entre le médium et le participant pour que la conversation tienne en 4 minutes.[réf. souhaitée]
Elle collabore également avec Jacky du Club Dorothée et tourne avec lui sept plateaux pour les émissions de Noël et du Nouvel an.
D’autres sujets comme l’engagement politique de la nouvelle génération, les défis sociétaux à relever pour construire le monde de demain, tous les sujets qui freinent le développement du vivre ensemble sont évoqués. Les jeunes participants sont invités à se questionner en plateau pour nourrir la réflexion des politiques, des associatifs, mais aussi des artistes etc…

### Journaliste et chroniqueuse sur  LCI
Elle présente Quoi de neuf une rubrique conso-lifestyle où elle dévoile toutes les nouveautés et les bons plans sortis en France et dans le monde: les nouvelles applications, les histoires drôles ou insolites, les dernières tendances et toutes les infos utiles au consommateur qui veut se saisir des derniers bons plans.

### Présentatrice sur TV5 Monde
En 2021, elle rejoint TV5 Monde comme rédactrice et présentatrice d’Afrikhady. Une rubrique née de la volonté de la rédaction du journal Afrique, sous la direction de Françoise Joly, de mettre en lumière les événements positifs et initiatives innovantes sur le continent.
Afrikhady résulte de la contraction des mots Afrique et Khady et se veut la signature de cette rubrique qu’elle portera dans sa globalité.
Chaque soir, en fin du Journal Afrique animé en alternance par Nidhya Paliakara, Namouri Dosso & Dominique Tchimbakala, elle propose de dénicher les plus belles histoires, les innovations et initiatives solidaires qui font l'actualité en Afrique.
Durant une saison, elle présente de nombreux profils sur l’antenne: les talents du continent, mais aussi les initiatives portées par la Diaspora qui agit aussi pour le développement de l’Afrique.

### Présentatrice sur TF1
Depuis Septembre 2024, elle présente le tirage Eurodreams sur TF1 en alternance avec Aurelie Konate et Justine Aucello.
Les émissions sont présentées tous les lundis et jeudis, après le prime-time sur TF1.

### Mannequinat et comédie
Khady Diallo s'est fait d’abord un nom dans le mannequinat à 19 ans, poussée par ses camarades de classe. Elle a réalisé plusieurs shootings et participé à de nombreux défilés de mode. Cette activité, qu’elle exerce en parallèle de ses études, lui a permis de trouver un certain plaisir sur scène et dans l’événementiel.
Elle a suivi alors dans le même temps, des cours de théâtre et une formation d’acting pour devenir comédienne. La jeune femme a joué plusieurs rôles, de silhouettes notamment, dans des séries de TF1 telles que Alice Nevers ou Section de recherches. 
En 2011, elle joue, pour France 2, le rôle d'Issa dans l'épisode Amours et préjugés de la série de réalité scénarisée Le Jour où tout a basculé qui a enregistré des millions de vues sur Youtube.
Toujours en tant que comédienne, en 2013, elle se fait remarquer sur Facebook avec sa candidature au poste de « Miss Météo au Grand Journal de Canal+ ».
En 2014, elle obtient un rôle, au cinéma, dans le biopic d’Yves Saint Laurent réalisé par Jalil Lespert.
En 2016, elle a tourné une publicité pour Colgate, dans une campagne à destination de l’Afrique.
En 2020, elle apparaît dans un film humoristique tourné en interne avec d’autres collaborateurs du groupe  TF1. Elle incarne, notamment une salariée qui fait son retour en entreprise après avoir passé plusieurs mois de télétravail.

### Engagement associatif
En 2016, Khady Diallo s’est engagée auprès de l’association Le village d’Eva qui vient en aide aux enfants des rues à Mayotte. Elle est intervenue dans l’émission de France Ô «LTOM» pour expliquer les actions de l’association.

## Émissions

### Télévision
- 2014 et 2015 : présentatrice d’IDF1&vous, ID Immo, ID Voyance…
- Depuis 2018 : présentatrice de Wanted TV sur TV Tours
- 2020-2021 : chroniqueuse dans La Matinale de Pascale de La Tour du Pin sur LCI
- 2021 et 2022 : animatrice de la rubrique « Afrikhady » dans le Journal Afrique sur TV5 Monde
- 2024 : Eurodreams sur TF1

## Filmographie

### Cinéma
- 2014 : Yves Saint Laurent, film de Jalil Lespert

### Télévision
- 2011 : Le Jour où tout a basculé - épisode Amours et préjugés (Amour compliqué) : Issa
- 2008-2009 : Section de recherches (série télévisée) : silhouette
- 2008 : Toi-même tu sais (série destinée à la communauté africaine)
- 2016 : Les Mystères de l'amour (série télévisée) : la présentatrice

### Publicité
- Colgate Total «12 Hour Challenge»